# Smagsdommer
En smagsdommer er en person, der (berettiget eller uberettiget) tilskrives en grad af faglig ekspertise, og som derved påvirker andres valg indenfor det pågældende område; det kaldes smagsdommeri. Ordet i de seneste år fået en negativ klang, da det ofte er svært at skille faglig kompetence fra holdninger, men smagsdommeri er ikke et udtryk for eksperters udtalelser i almindelighed. Ekspertudtalelser betegnes først som smagsdommeri, når eksperten går fra neutrale faglige observationer til anbefaling af en bestemt politik.
Udtrykket fik en voldsom opblomstring efter at tidligere statsminister Anders Fogh Rasmussen – kort efter valgsejren 21. november 2001 – i sin nytårstale 1. januar 2002 kritiserede det statslige smagsdommeri og annoncerede en oprydning i mængden af statslige nævn og udvalg. Den præcise formulering var:
Vi tror på, at mennesker er bedst til selv at vælge. Vi behøver ikke eksperter og smagsdommere til at bestemme på vore vegne.
I de senere år er der ved knopskydning skudt et sandt vildnis af statslige råd og nævn og institutioner op over alt. Mange af dem har udviklet sig til statsautoriserede smagsdommere, som fastslår, hvad der er godt og rigtigt på forskellige områder.
Der er tendenser til et eksperttyranni, som risikerer at undertrykke den frie folkelige debat. Befolkningen skal ikke finde sig i løftede pegefingre fra såkaldte eksperter, der mener at vide bedst. Eksperter kan være gode nok til at formidle faktisk viden. Men når vi skal træffe personlige valg, er vi alle eksperter.
Regeringen vil fjerne overflødige råd og nævn og institutioner. Det bliver en meget omfattende sanering. Vi vil rydde op i dette mellemlag, som tapper ressourcer og fjerner opmærksomhed fra det væsentlige.
Med regeringen Anders Fogh Rasmussen III skrives 29 nye kommisioner og råd atter ind i regeringsgrundlaget, hvilket har fået nogle til at hævde, at smagdommeriet vender tilbage.
Opblomstringen efter Anders Fogh Rasmussens brug af ordet var øjensynlig grund til at et kunst- og kulturprogram på DR2 fik titlen Smagsdommerne og hans regering indførte begreber som kulturkanon og demokratikanon en udvidelse af smagdommeriet.

## Reference
1. ↑  LO Ugebrev – Smagsdommere bærer regeringsplan (Webside ikke længere tilgængelig)